# Jardin de la Rue-Noël-Ballay
Pour les articles homonymes, voir Ballay (homonymie).
Le jardin de la Rue-Noël-Ballay est un espace vert du 20e arrondissement de Paris, en France.

## Situation et accès
Le jardin est accessible par la rue Noël-Ballay.
Il est desservi par la ligne 1 à la station Porte de Vincennes.

## Origine du nom
Le jardin porte le nom de Noël Ballay (1847-1902) explorateur, administrateur colonial et gouverneur général de l'Afrique-Occidentale française (AOF).

## Historique
Le jardin est créé en 2007.
Le jardin était inclus dans la ZAC Porte-de-Vincennes.